# Groundation

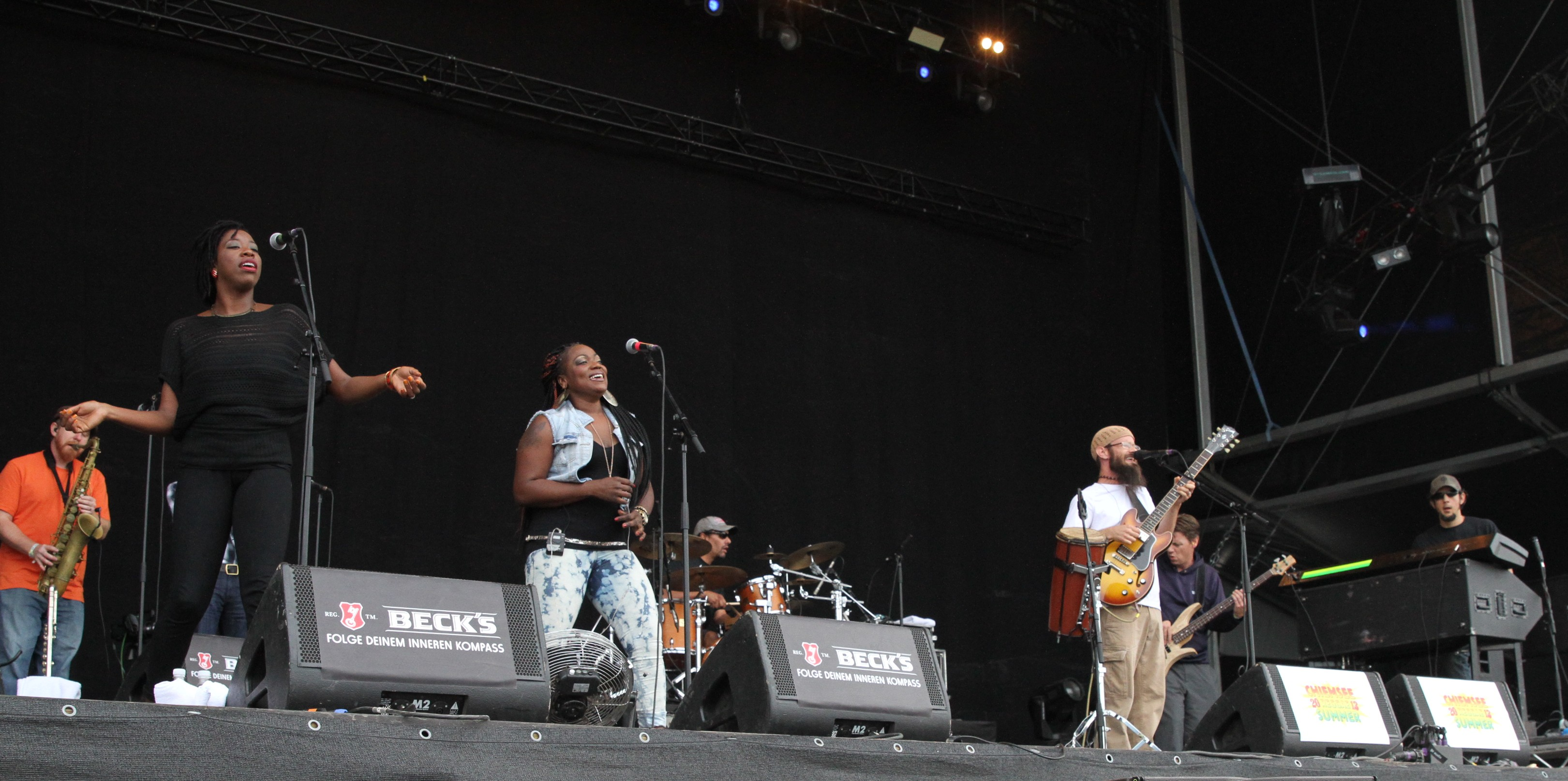
Groundation auf dem Chiemsee Reggae Summer 2013

Groundation ist eine kalifornische Reggaeband.
Der Name der Band entwickelte sich aus der Vorstellung eines Umgangs der Menschen ohne Hierarchien oder Klassenunterschiede miteinander. Daraus entstand der Wunsch, auf einer gemeinsamen Ebene miteinander zu reden und voneinander zu lernen – Each One Teach One.

## Geschichte

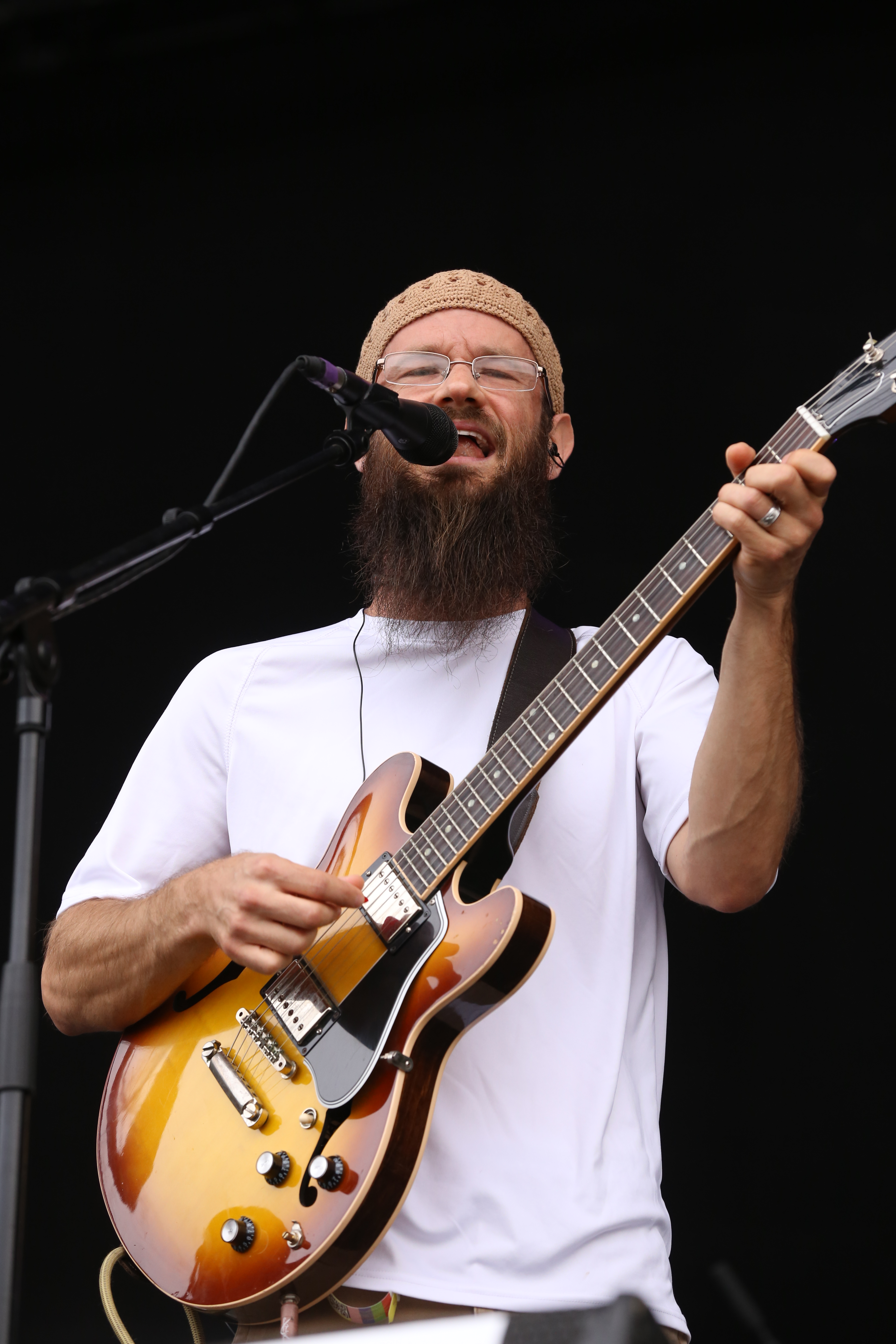
Harrison Stafford (2013)

Die Band wurde 1998 durch Marcus Urani, Ryan Newman und Harrison Stafford, die bereits lange musikalisch aktiv waren, gegründet.
Im Jahr 1998 produzierte sie ihr erstes Album Tribute to the Roots, das neben einem eigenen Tune hauptsächlich neuinterpretierte Klassiker enthielt. Im Jahr 2000 wurde Groundation durch eine eigene Bläsersektion ergänzt, 2001 wechselte der Schlagzeuger.
Dabei entwickelte die Band eine eigene Auslegung des Reggae, in der vor allem Jazz-Einflüsse eine wichtige Rolle spielen.
Alle Veröffentlichungen der Band erschienen auf dem eigenen Label Young Tree, das von Harrison Stafford und Kris Dilbeck gegründet wurde.

## Mitglieder
- Harrison Stafford (Gesang, Gitarre, nyabinghi drums, Perkussion)
- Marcus Urani (Hammond-Orgel B3, rhodes, Keyboard, Melodica, analoger Synthesizer, Perkussion)
- "Iron" Ryan Newman (Bass)
- Daniel Wlodarczyk (Posaune)
- "King" David Chachere (Trompete)
- Te "Rufus" Kanawa Haereiti (Schlagzeug)
- Jason Robinson (Tenorsaxophon, Flöte, Bassflöte)

## Weitere Projekte
- Harrison Stafford, Marcus Urani und Ryan Newman veröffentlichten 2008 zusammen mit Leroy „Horsemouth“ Wallace und Will Bernard ein Album unter dem Namen „Rockamovya“.
- Harrisson Stafford ist auf dem 2012 unter dem Bandnamen „Professor“ veröffentlichten Album Throw Down Your Arms zu hören, ein Projekt mit Dalton Browne, Leroy „Horsemouth“ Wallace, Obeah Denton, „Flabba“ Holt, „Rico“ Gaultier und Thomas Henning. Thema des Albums ist der Nahostkonflikt. Bekannte Songs des Albums sind Madness und Intifada.

## Diskografie
- 1999: Young Tree (remastered release 2002)
- 2001: Each One Teach One
- 2002: Hebron Gate
- 2003: Dragon War (Dub Remixes of Hebron Gate)
- 2004: We Free Again
- 2005: Dub Wars (Dub Remixes of Hebron Gate & We Free Again)
- 2006: Upon the Bridge
- 2009: Here I am
- 2012: Building an Ark
- 2014: A Miracle
- 2018: The Next Generation
- 2018: Each One Dub One
- 2020: The Next Generation Live
- 2022: One Rock
- 2025: Candle Burning